# Internationales Hochsprung-Meeting Eberstadt
Internationales Hochsprung-Meeting Eberstadt – międzynarodowy mityng lekkoatletyczny w skoku wzwyż, organizowany rokrocznie, począwszy od 1979 roku, w niemieckim Eberstad w landzie Badenia-Wirtembergia. W 1980 Jacek Wszoła osiągnął wysokość 2,35, co było wówczas nowym rekordem świata. Drugi raz w historii zawodów najlepszy wynik na świecie ustanowił w 1984 Chińczyk Zhu Jianhua, pokonując poprzeczkę zawieszoną na 2,39.

## Zwycięzcy
| Rok  | Zwycięzca                  | Rezultat | Zwyciężczyni          | Rezultat |
| ---- | -------------------------- | -------- | --------------------- | -------- |
| 1979 | Dietmar Mögenburg          | 2,30     | –                     | –        |
| 1980 | Jacek Wszoła               | 2,35     | –                     | –        |
| 1981 | Roland Dalhäuser           | 2,31     | –                     | –        |
| 1982 | Roland Dalhäuser           | 2,30     | –                     | –        |
| 1983 | Gerd Nagel                 | 2,27     | –                     | –        |
| 1984 | Zhu Jianhua                | 2,39     | –                     | –        |
| 1985 | Patrik Sjöberg             | 2,38     | –                     | –        |
| 1986 | Milton Ottey               | 2,30     | –                     | –        |
| 1987 | Patrik Sjöberg             | 2,36     | –                     | –        |
| 1988 | Carlo Thränhardt           | 2,34     | –                     | –        |
| 1989 | Carlo Thränhardt           | 2,34     | –                     | –        |
| 1990 | Sorin Matei                | 2,36     | –                     | –        |
| 1991 | Javier Sotomayor           | 2,36     | –                     | –        |
| 1992 | Javier Sotomayor           | 2,36     | –                     | –        |
| 1993 | Hollis Conway              | 2,38     | –                     | –        |
| 1994 | Javier Sotomayor           | 2,40     | –                     | –        |
| 1995 | Javier Sotomayor           | 2,37     | –                     | –        |
| 1996 | Artur Partyka              | 2,38     | –                     | –        |
| 1997 | Javier Sotomayor           | 2,35     | –                     | –        |
| 1998 | Artur Partyka              | 2,33     | –                     | –        |
| 1999 | Mark Boswell               | 2,33     | –                     | –        |
| 2000 | Wiaczesław Woronin         | 2,36     | –                     | –        |
| 2001 | Wiaczesław Woronin         | 2,37     | –                     | –        |
| 2002 | Mark Boswell               | 2,33     | Iryna Michalczenko    | 2,00     |
| 2003 | Jacques Freitag            | 2,30     | Kajsa Bergqvist       | 2,06     |
| 2004 | Stefan Holm                | 2,36     | Iryna Michalczenko    | 2,01     |
| 2005 | Wiaczesław Woronin         | 2,33     | Iryna Michalczenko    | 1,91     |
| 2006 | Tomáš Janků                | 2,30     | Kajsa Bergqvist       | 1,98     |
| 2007 | Andriej Silnow             | 2,30     | Jekatierina Sawczenko | 1,97     |
| 2008 | Víctor Moya Martyn Bernard | 2,30     | Jelena Slesarienko    | 2,02     |
| 2009 | Raúl Spank                 | 2,33     | Irina Gordiejewa      | 2,02     |
| 2010 | Raúl Spank                 | 2,30     | Ariane Friedrich      | 2,00     |
| 2011 | Iwan Uchow                 | 2,24     | Swietłana Szkolina    | 1,99     |
| 2012 | Mutaz Essa Barshim         | 2,35     | Irina Gordiejewa      | 2,04     |